# Dorothea Baumann
Dorothea Baumann (* 30. September 1991 bei Hamburg) ist eine deutsche Musicaldarstellerin, Sprecherin und Fotografin. Ihre Stimmlage ist Sopran mit Belt und lyrischer Sopran.

## Leben
Baumann lebt in der Nähe von Hamburg. Schon während ihrer Schulzeit erhielt sie eine Ausbildung an der Hamburgischen Staatsoper im Bereich Gesang, Tanz und Schauspiel und war in mehreren Produktionen zu sehen. 2012 feierte Baumann ihr Musical-Debüt im Musical "Tanz der Vampire" als Sarah. 2013 erhielt sie ihr Diplom als Musicaldarstellerin. Seitdem ist sie in verschiedenen Produktionen von Stage Entertainment und Vereinigte Bühnen Wien zu sehen. Ein weiterer Schwerpunkt neben dem Musical ist die Fotografie.

## Rollen im Theater
- 2012–2013: Sarah in Tanz der Vampire – Theater des Westens Berlin
- 2013–2014: Mary Robert in Sister Act – Metronom Theater Oberhausen
- 2014–2015: Jessy in Hinterm Horizont – Theater am Potsdamer Platz Berlin
- 2015–2016: Nannerl in Mozart! – Raimundtheater Wien
- 2016–2017: Nannerl in Mozart! – Shanghai Culture Square Shanghai
- 2017: Sophie, Kaiserin Elisabeth in Ludwig. II – Festspielhaus Neuschwanstein Füssen
- 2017: Gesangssolistin in Forever Broadway – Philharmonie am Gasteig München
- 2018: Anna in Die Eiskönigin – Arenatour
- 2018: Gesangssolistin in Bernstein Dances – Hamburgische Staatsoper Hamburg